# Gluntarne
Gluntarne er en svensk visesamling af Gunnar Wennerberg
Gluntarne beskriver studenterlivet i Uppsala i 1840'erne. De består af 30 duetter for baryton og bas akkompagneret af klaver. Glunten (et upplandsk dialektord for dreng) er en ung student i Uppsala, der skildres i forskellige situationer i følgeskab med Magisteren (Magistern), hans ældre ven. Glunten synges af bassen, Magisteren af barytonen.
Emnerne spænder over alt fra naturromantiske stemninger og forelskelser til økonomiske problemer i forbindelse med studierne og tømmermænd.
Gluntarne blev trykt i hæfter i årene 1849-51 og blev hurtigt meget populære i hele Sverige, hvorfra de spredtes til de øvrige nordiske lande.